# Noemi Benz
Noemi Benz (* 31. Januar 2004 in Zürich) ist eine Schweizer Fussballspielerin. Sie spielt auf der Position der Torhüterin.

## Werdegang

### Verein
Benz begann im Alter von elf Jahren auf Klubebene Fussball zu spielen. Sie spielte zunächst für den FC Horgen und wechselte 2018 in die Jugendabteilung des FC Zürich Frauen. In der Saison 2020/21 rückte sie in die U-21 auf. Da sich die Stammtorhüterin der ersten Mannschaft, Livia Peng, kurz vor Saisonbeginn verletzt hatte, kam Benz am 20. August 2020 unerwartet früh zu ihrem Debüt in der Women’s Super League. Sie stand in dieser Saison insgesamt vier Mal im Tor der ersten Mannschaft, im Cup wurde sie zudem zweimal eingesetzt. In der Folgesaison kam sie zu zwei Einsätzen in der Meisterschaft und ebenfalls zu zwei im Cup. Der FC Zürich gewann in diesem Jahr unter Inka Grings das Double aus Meisterschaft und Cup. Im Sommer 2022 gewann Benz mit einer Jugendauswahl des FC Zürich den Blue Stars/FIFA Youth Cup. Sie führte das Team als Kapitänin an. In der Saison 2022/23 spielte sie leihweise beim FC Aarau Frauen als Stammtorhüterin. Von 2023 bis 2025 spielte sie wieder für den FC Zürich Frauen. Ende der Saison 2024/25 wurde sie ins Team der Saison (Golden Eleven) gewählt und damit als beste Torhüterin der Liga ausgezeichnet. Ab der Saison 2025/26 spielt sie für US Sassuolo Calcio in der italienischen Serie A.

### Nationalmannschaft
Benz spielte bislang zwölfmal für die U-19-Nationalmannschaft der Schweiz, deren Kapitänin sie war. Erstmals kam sie am 26. Oktober 2021 gegen England zum Einsatz.
Im Februar 2023 wurde Benz von Nationaltrainerin Inka Grings erstmals für ein Trainingslager der A-Nationalmannschaft aufgeboten. Bislang kam sie noch zu keinem Einsatz.

## Erfolge
- Schweizer Meisterschaft: 2022
- Schweizer Pokal: 2022
- Blue Stars/FIFA Youth Cup: 2022

## Persönliches
Benz absolvierte von 2019 bis 2023 eine kaufmännische Ausbildung an der United School of Sports in Zürich. Als ihr Vorbild gibt sie Manuel Neuer an.